# Przepustka dla marynarza
Przepustka dla marynarza (ang. Cinderella Liberty) – amerykański dramat filmowy z 1973 roku nakręcony w Seattle w USA, opowiadający o uczuciach między bosmanem Johnem Baggsem a prostytutką Maggie i jej 11-letnim synem Dougiem. Aktorka Marsha Mason grająca prostytutkę otrzymała Złoty Glob 1974 za tę rolę. Wielokrotnie wyróżniano także scenariusz i muzykę filmową.

## Obsada
Źródło: Filmweb.pl
- David Proval - Marynarz
- Dabney Coleman - Oficer
- Don Calfa - Lewis
- Bruno Kirby - Alcott
- Eli Wallach - Lynn Forshay
- Sally Kirkland - Fleet Chick

i inni.

## Wyróżnienia, nagrody
- 1974: Złoty Glob dla najlepszej aktorki w dramacie (Marsha Mason)
- 1974: nominacja do Złotego Globu dla najlepszego dramatu
- 1974: nominacja do Złotego Globu dla najlepszego scenariusza (Darryl Ponicsan)
- 1974: nominacja do Złotego Globu dla najbardziej obiecującego nowego aktora (Kirk Calloway)
- 1974: nominacja do Złotego Globu za najlepszą muzykę (John Williams)
- 1974: nominacja do Oscara dla najlepszej aktorki pierwszoplanowej (Marsha Mason)
- 1974: nominacja do Oscara dla najlepszej oryginalnej muzyki do dramatu (John Williams)
- 1974: nominacja do Oscara dla najlepszej piosenki („Nice to Be Around”, wykonawca - Maureen McGovern)
- 1974: nominacja do WGA (nagroda Amerykańskiej Gildii Scenarzystów) za najlepszy scenariusz adaptowany dramatu (Darryl Ponicsan)